# Peltophryne lemur
El sapo puertorriqueño o sapo concho (Peltophryne lemur) es una especie de anuro de la familia Bufonidae, que es endémica de Puerto Rico. Antiguamente esta especie se encontraba también en la isla Virgen Gorda.
Está amenazada de extinción por la destrucción de su hábitat natural, que incluye bosques secos y húmedos
En enero de 2025, el artista puertorriqueño Bad Bunny utilizó la especie para promocionar su álbum “DeBÍ TiRAR MáS FOTos”. Creó el personaje Concho para transmitir el mensaje de orgullo y patria puertorriqueña, presente en su álbum exitoso.

## Enlaces externos

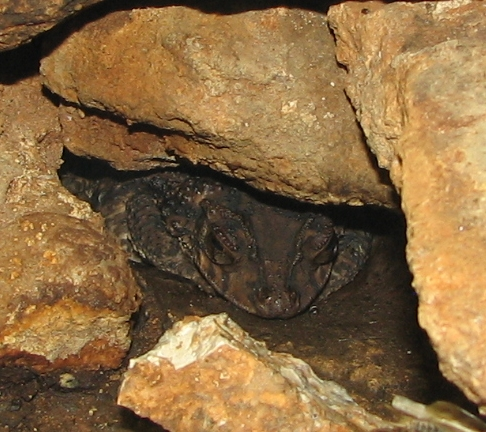
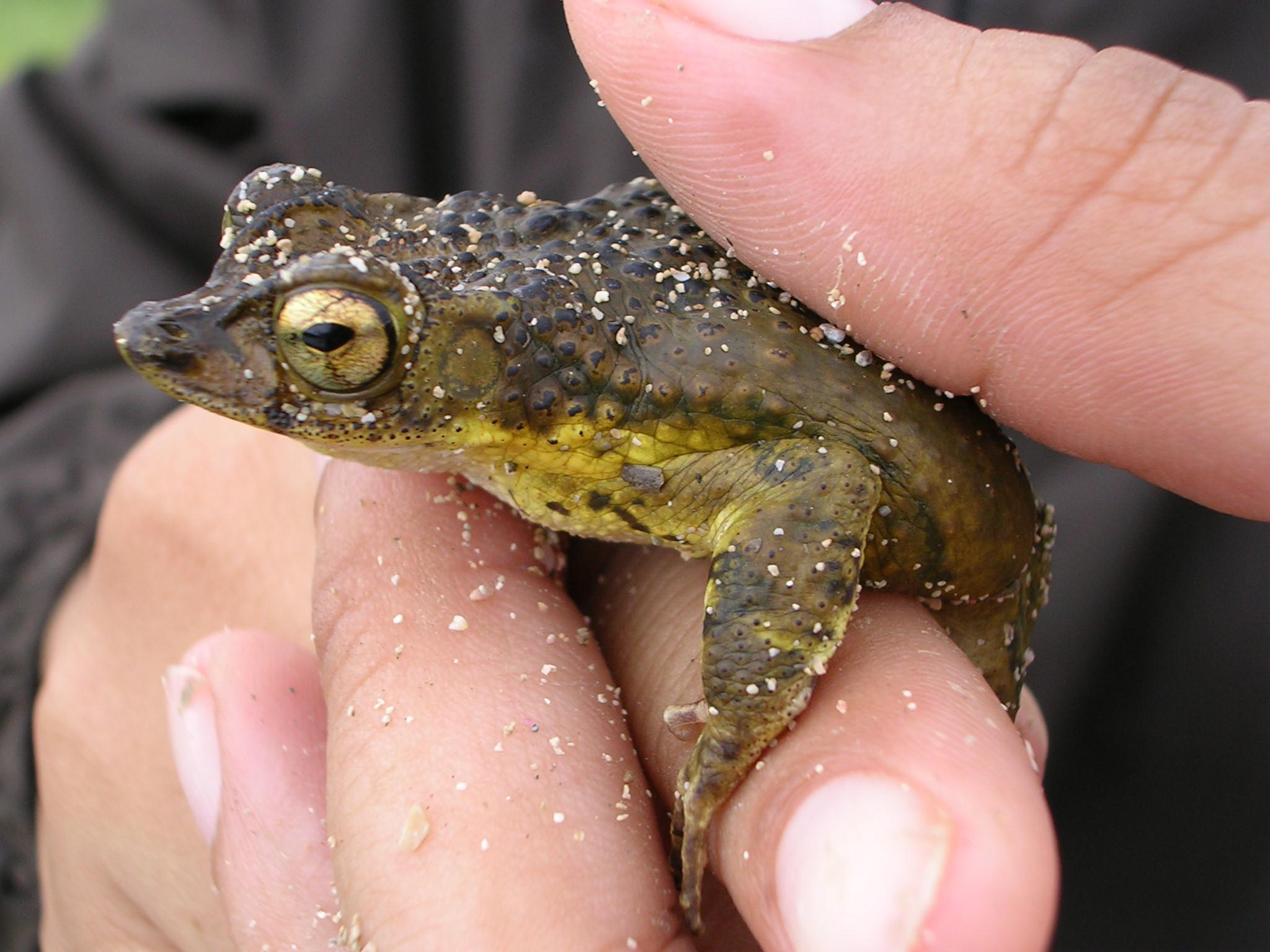
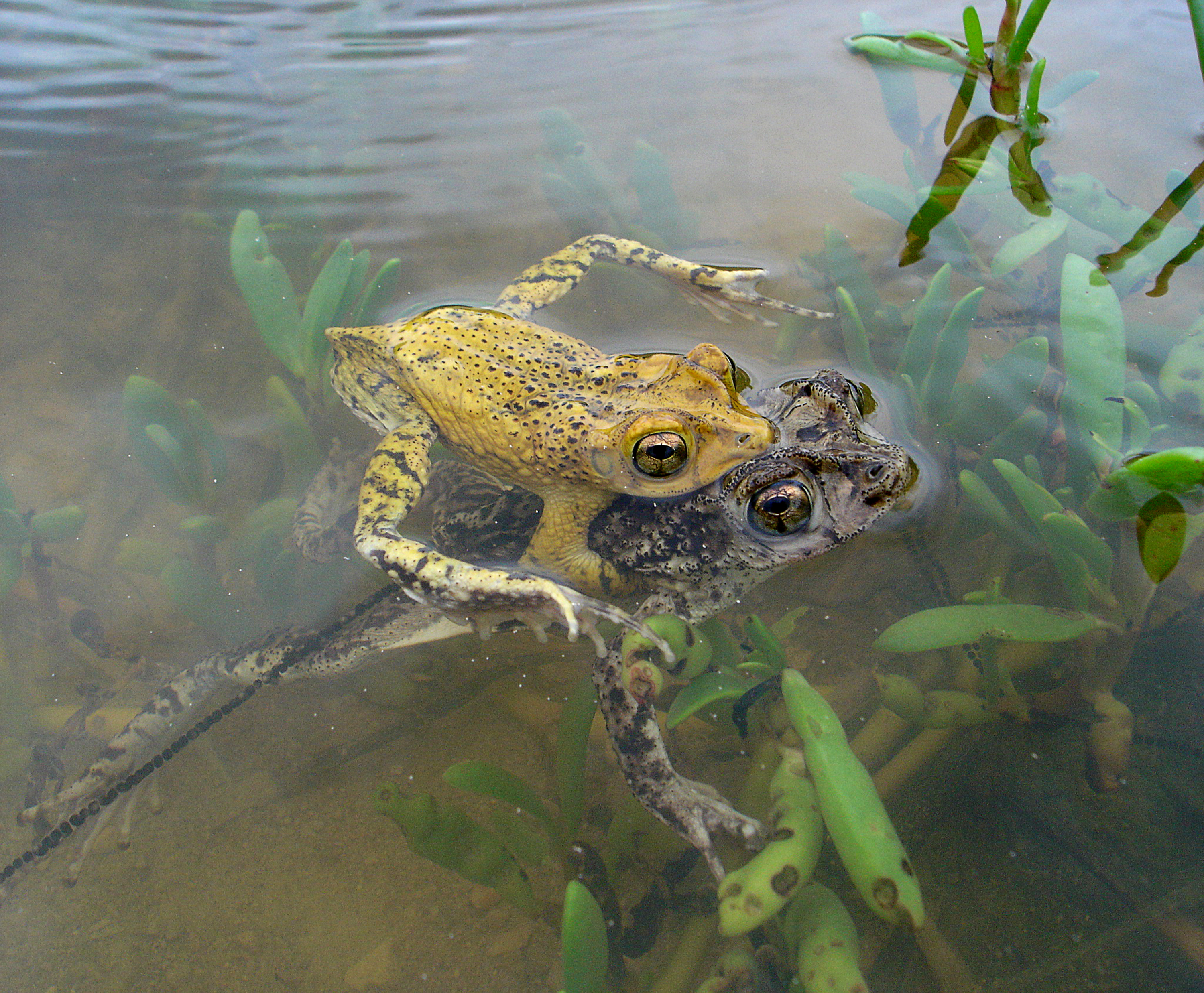

## Publicación original
- Cope, 1869 "1868": Sixth Contribution to the Herpetology of Tropical America. Proceedings of the Academy of Natural Sciences of Philadelphia, vol. 20, p. 305-313 (texto íntegro).